# Regnellidium
Regnellidium – rodzaj paproci z rodziny marsyliowatych. Jest to takson monotypowy z jednym gatunkiem – Regnellidium diphyllum Lindm., Ark. Bot. 3(6): 2 1904. Gatunek występuje w południowej Brazylii i w północnej Argentynie. 
Jest to roślina o pędach płożących się lub unoszących w wodzie. Liście pastorałowato zwinięte za młodu, po rozwinięciu na długim ogonku zakończone parą listków nerkowatych lub zaokrąglonych. Roślina ta jako jedyna paproć zawiera rurki mleczne.